# Synagoga Wojskowa w Rydze
Synagoga Wojskowa w Rydze zwana Talmud-Torą (łot. Rīgas Karavīru sinagoga, ros. Солдатская синагогa) – nieistniejąca synagoga znajdująca się w Rydze, stolicy Łotwy, przy ulicy Krasławskiej 24 (łot. Krāslavas ielā).
Synagoga została zbudowana w 1872 roku na tzw. Przedmieściu Łatgalskim dla rosyjskich pułków z Łatgalii stacjonujących w mieście. Podczas II wojny światowej, po wkroczeniu wojsk niemieckich do Rygi w 1941 roku, synagoga została zburzona. Po zakończeniu wojny nie została odbudowana.